# Vietnamiens
Les Vietnamiens (en vietnamien : người Việt Nam) sont les citoyens du Viêt Nam. Si la plupart appartiennent au groupe ethnique viêt / kinh (en vietnamien : người Kinh), ils peuvent être également de langue et de culture chinoise, thaïe, tày, muong, etc.

## Définition
En français, le terme « Vietnamiens » peut aussi inclure tout ou partie des émigrés d'origine vietnamienne. Si la quasi-totalité des émigrés d'origine kinh se considèrent « vietnamiens » ou (dans le cas de la France) « franco-vietnamiens », « français d'origine vietnamienne », ce n'est pas le cas de nombreux émigrés « chinois du Vietnam » ou « muong du Vietnam » qui se qualifieront eux-mêmes plus volontiers de « chinois » « d'origine chinoise » ou « français d'origine chinoise » s'ils sont citoyens français - ou « muong », etc.). Une expression comme « les Vietnamiens de France » pourra ainsi englober non seulement les étrangers d'origine kinh, mais également tout ou partie des étrangers d'origine vietnamienne mais non kinh. Elle pourra aussi englober les citoyens français d'origine kinh, bien que la majorité de ceux-ci émettront des objections si le terme sous-entend qu'ils ne sont « pas vraiment » français.